# Межиброди
Межибро́ди — село в Україні, у Стрийському районі Львівської області. Населення становить 214 осіб. Орган місцевого самоврядування — Сколівська міська рада.

## Населення
Згідно з переписом УРСР 1989 року чисельність наявного населення села становила 218 осіб, з яких 103 чоловіки та 115 жінок.
За переписом населення України 2001 року в селі мешкало 210 осіб. 100 % населення вказало своєю рідною мовою українську мову.

## Відомі люди
- Булак Степан — поручник Армії УНР, український громадський діяч, адвокат.

## Туризм і відпочинок
Село Межиброди розташоване в мальовничому куточку Українських Карпат, поруч з місцем, де гірська річка Опір впадає в річку Стрий. До послуг відпочивальників численні бази відпочинку: «Карпати», «Колиба», «Трембіта», «Смерічка», «Межиброди», «Вогник».

## Розклад руху приміських поїздів (ст. Верхнє Синьовидне)

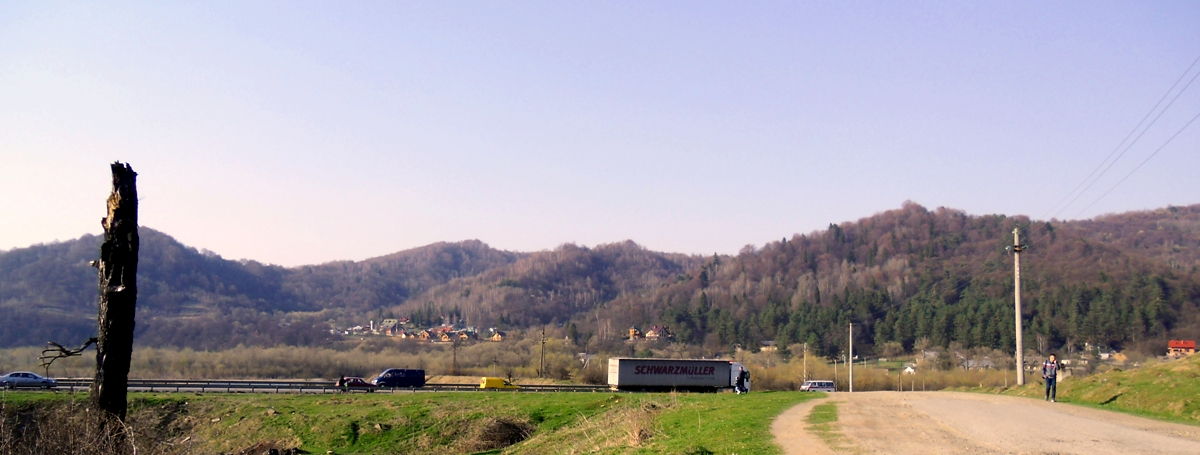
На околиці села

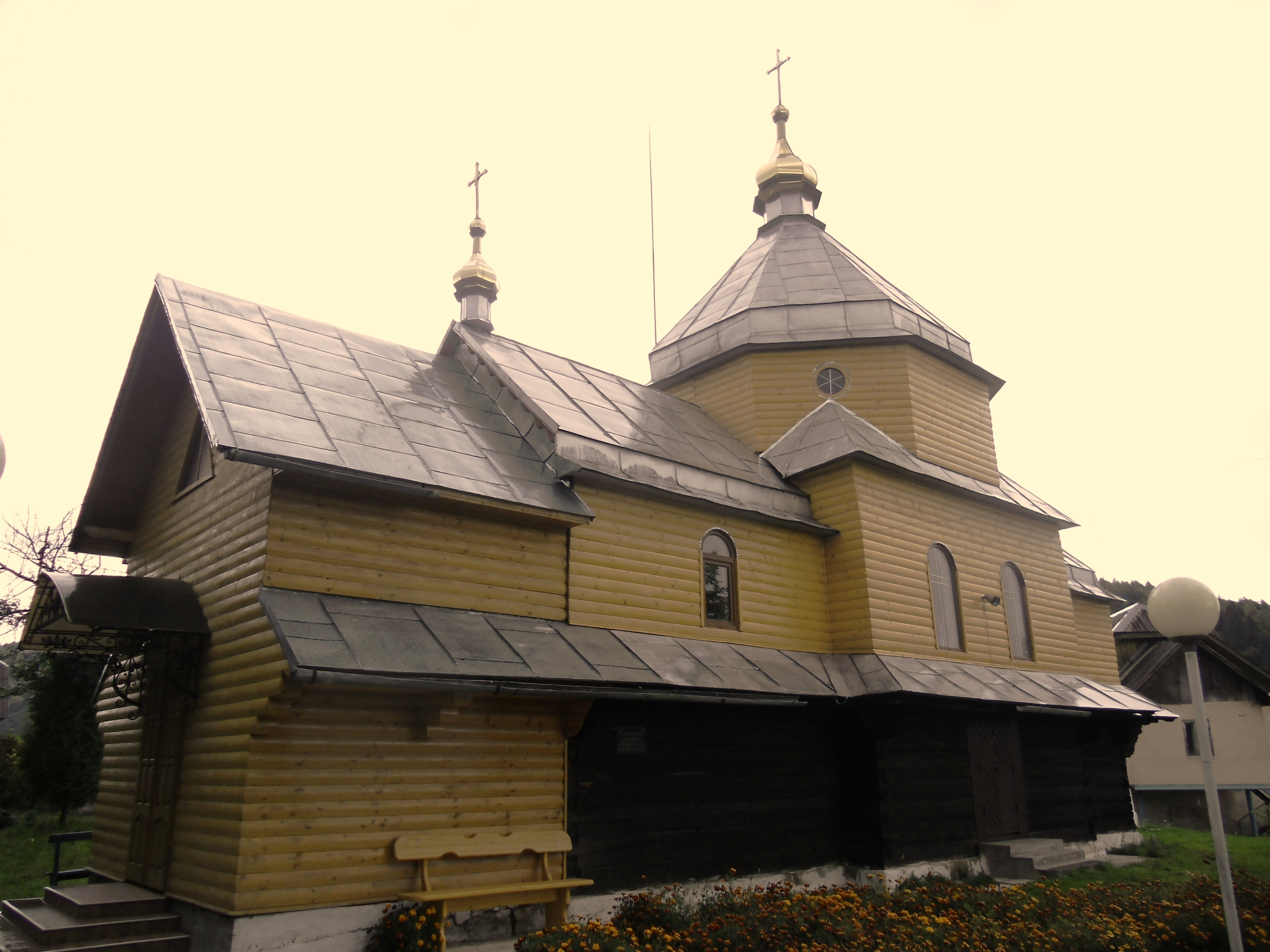
Межиброди. Церква Св. Миколая

| Назва поїзда                 | Відправлення  |
| ---------------------------- | ------------- |
| Лавочне — Львів              | 06:48 — 06:50 |
| Львів — Мукачево             | 11:33 — 11:34 |
| Чоп — Львів                  | 11:41 — 11:42 |
| Стрий — Лавочне (по неділях) | 14:05 — 14:06 |
| Мукачево — Львів             | 14:32 — 14:33 |
| Львів — Чоп                  | 16:43 — 16:44 |
| Лавочне — Стрий (по неділях) | 16:43 — 16:44 |
| Мукачево — Стрий             | 18:20 — 18:21 |
| Львів — Мукачево             | 20:17 — 20:18 |
| Львів — Лавочне              | 21:01 — 21:02 |